# Chiuvone
Pour les articles homonymes, voir Scopamène.
 (mai 2014).
Le Chiuvone ou Scopamène est une rivière française du département Corse-du-Sud de la région Corse et un affluent du Rizzanese.

## Géographie
De 24,4 kilomètres de longueur, le Chiuvone prend sa source sur la commune de Serra-di-Scopamène à 1 585 mètres d'altitude, près du Serra Longa (1 627 m), sur le plateau du Coscione, à la crête de Frauletu, et à moins de cinq kilomètres au sud-ouest du Monte Incudine. Il s'appelle aussi, dans cette partie haute, le ruisseau de Fraulettu.
Il coule globalement du nord vers le sud, et correspond à la partie nord-ouest du bassin du Rizzanese.
Il conflue sur la commune de Zoza, à 163 mètres d'altitude, à la limite avec la commune de Cargiaca, entre les trois lieux-dits Acitaja, Caprione et Radica.

### Communes et cantons traversés
Dans le seul département de la Corse-du-Sud, le Chiuvone traverse six communes et deux cantons :
- dans le sens amont vers aval : Serra-di-Scopamène (source), Zicavo, Aullène, Zérubia, Cargiaca, Zoza (confluence).

Soit en termes de cantons, le Chiuvone prend source dans le nord du canton de Tallano-Scopamène, longe le canton de Zicavo, conflue dans le sud du même canton de Tallano-Scopamène.

### Toponymes
Le Chiuvone ou Scopamène a donné son hydronyme à sa commune source de Serra-di-Scopamène et au canton de Tallano-Scopamène dans lequel il est entièrement contenu.
Le pont de Scopamène à l'altitude 571 mètres, sur la route départementale RD 69 entre Cargicia et Aullène est situé à moins d'un kilomètre de Zérubia.

### Bassin versant
Le bassin versant « Le Rizzanese du ruisseau de Codi au Fiumicoli » (Y881) est de 227 km2.

### Organisme gestionnaire
L'organisme gestionnaire est le Comité de bassin de Corse, depuis la loi corse du 22 janvier 2002.

## Affluents
Le Chiuvone a quinze affluents référencés :
- le ruisseau de Giavingiolu (rg[note 1]), 2,7 km sur la seule commune de Aullène.
- ----- le ruisseau de Pozzi (rd), 1,3 km sur les deux communes de Aullène et Zicavo.
- ----- le ruisseau de Maragna (rd), 1,4 km sur la seule commune de Aullène.
- le ruisseau de d'Anellu (rg), 4,8 km sur la seule commune de Aullène.
- ----- le ruisseau d'Acqua di Noce (rd), 2,1 km sur la seule commune de Aullène.
- ----- le ruisseau de Bocca di Preggia (rd), 3,1 km sur la seule commune de Aullène[note 2] et prenant source au Punta d'Ariola aussi appelé Punta di Badda (1 455 m).
- ----- le ruisseau de Petra Rossa (rd), 1,9 km sur la seule commune de Aullène avec deux affluents :
  - ----- le ruisseau de Cavalleti (rd) 1,3 km sur la seule commune d'Aullène[note 3] avec un affluent :
    - le ruisseau de la Renola (rg) 1,1 km sur la seule commune d'Aullène.

- - ----- le ruisseau de Vetricciule (rd) 2,5 km sur la seule commune d'Aullène[note 3].
- ----- le ruisseau de Menta (rd), 2 km sur la seule commune de Aullène.
- le ruisseau d'Arja Donica (rg), 2,4 km sur la seule commune de Aullène.
- ----- le ruisseau de la Piscia di Corbu (rd), 2,6 km sur la seule commune de Aullène.
- le ruisseau d'Anovu (rg), 4 km sur les deux communes de Aullène et Serra-di-Scopamène.
- ----- le ruisseau des Tre Funtane (rd), 2,2 km sur la seule commune de Aullène.
- ----- le ruisseau de Burdellu Vecchiu (rd), 4,1 km sur la seule commune de Aullène.
- ----- le ruisseau l'Undellu (rd), 4,6 km sur les deux commune de Zérubia et Aullène : aussi appelé ruisseau de Chiuvelli sur Aullène en partie haute
- le ruisseau de Jallicu (rg), 3,9 km sur les trois communes de Zérubia, Aullène et Serra-di-Scopamène.

### Rang de Strahler
Le rang de Strahler est de quatre.